# 嘉義公園
嘉義公園（かぎこうえん、台湾語: Ka-gī Kong-hn̂g、嘉義公園, ピン音: Jiāyì Gōngyuán）は、台湾の嘉義市東区王田里にある市立公園。嘉義都会森林公園の一部、嘉義市最大の公園で、旧嘉義神社の所在地である。

## 沿革
日本統治時代の1910年に開園し、「嘉義公園」と名付けられた。1945年日本が敗戦すると、「中山公園」に改名されたが、1997年に現在の名前に戻された。

## 公園内の施設
- 嘉義市立野球場
- 射日塔（中国語版）
- 嘉義市史跡資料館（元嘉義神社の社務所）

## 周辺の施設
- 国立嘉義高級中学
- 嘉義県公共汽車管理処
- 国立嘉義大学林森キャンパス

## 交通
嘉義公園の最寄り駅
- 台湾鉄路管理局嘉義駅
- 北門駅･･･林務局阿里山森林鉄道阿里山線
- 嘉義公園駅･･･嘉義BRT嘉義市内連絡線

嘉義公園の最寄りバス停
- 嘉義公園 - 嘉義市公車 中山幹線
- 嘉義高商（嘉義公園） - 嘉義市公車 光林我嘉線

## 写真集

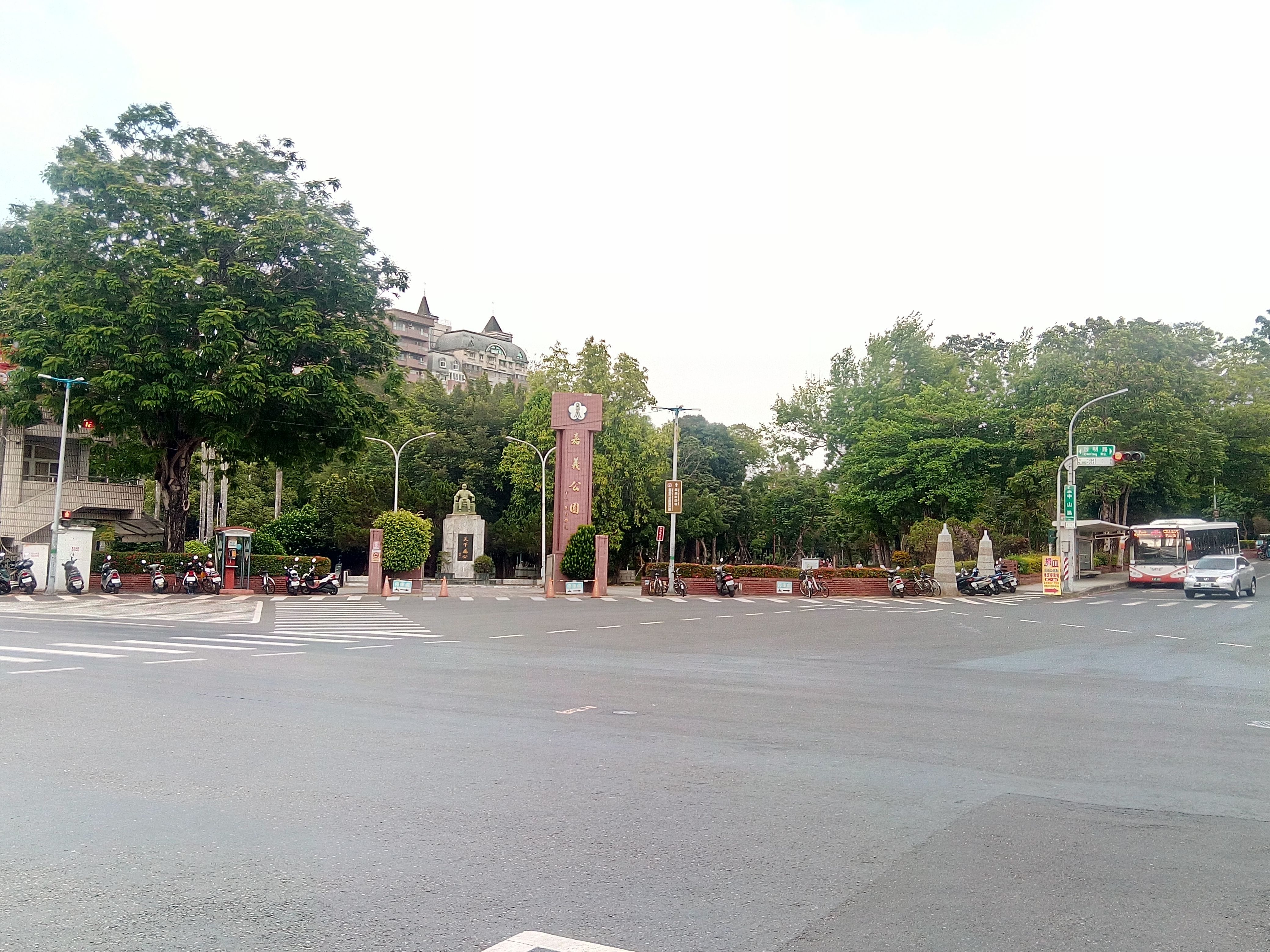
嘉義公園の入口
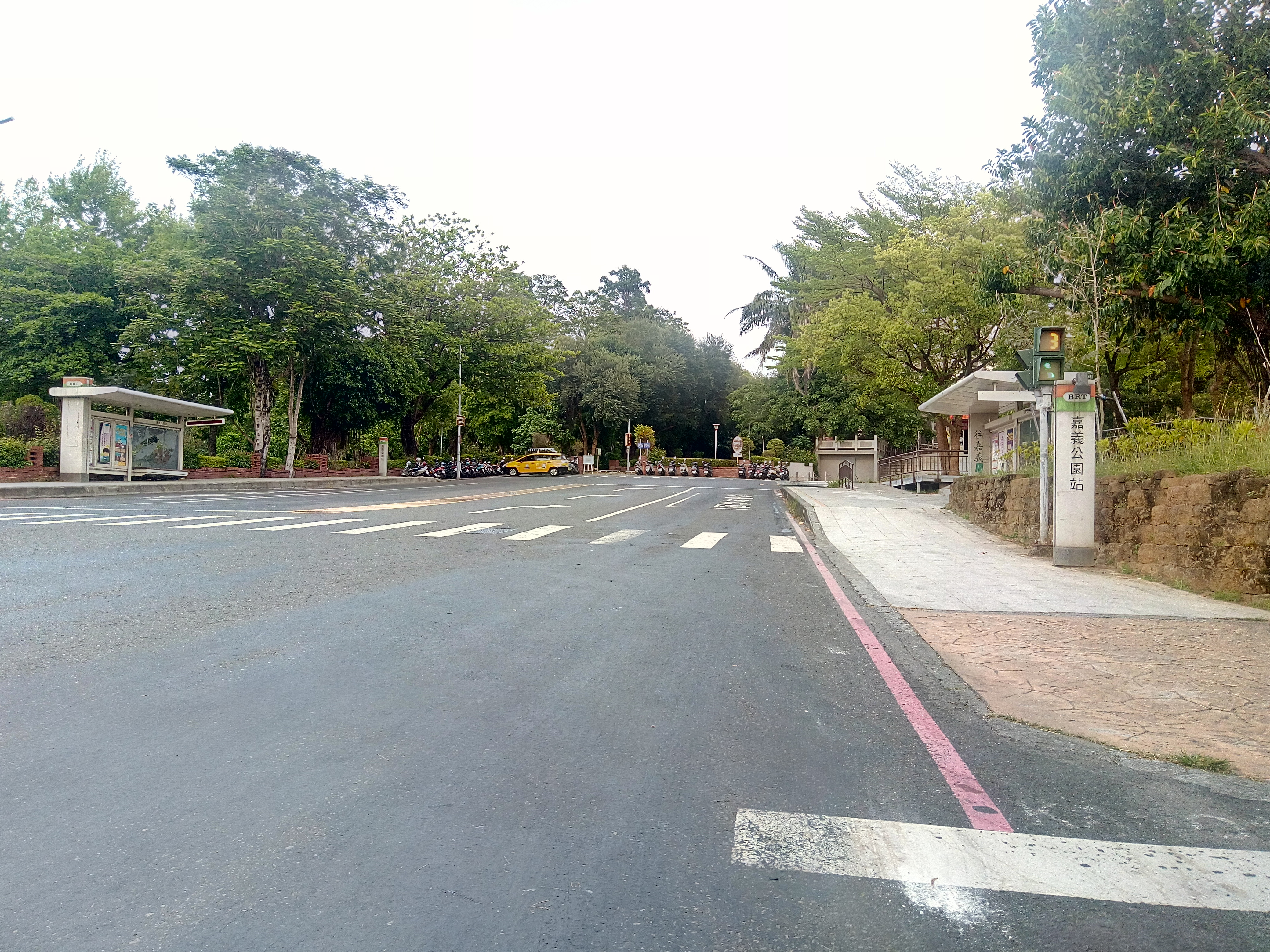
嘉義BRT嘉義公園駅
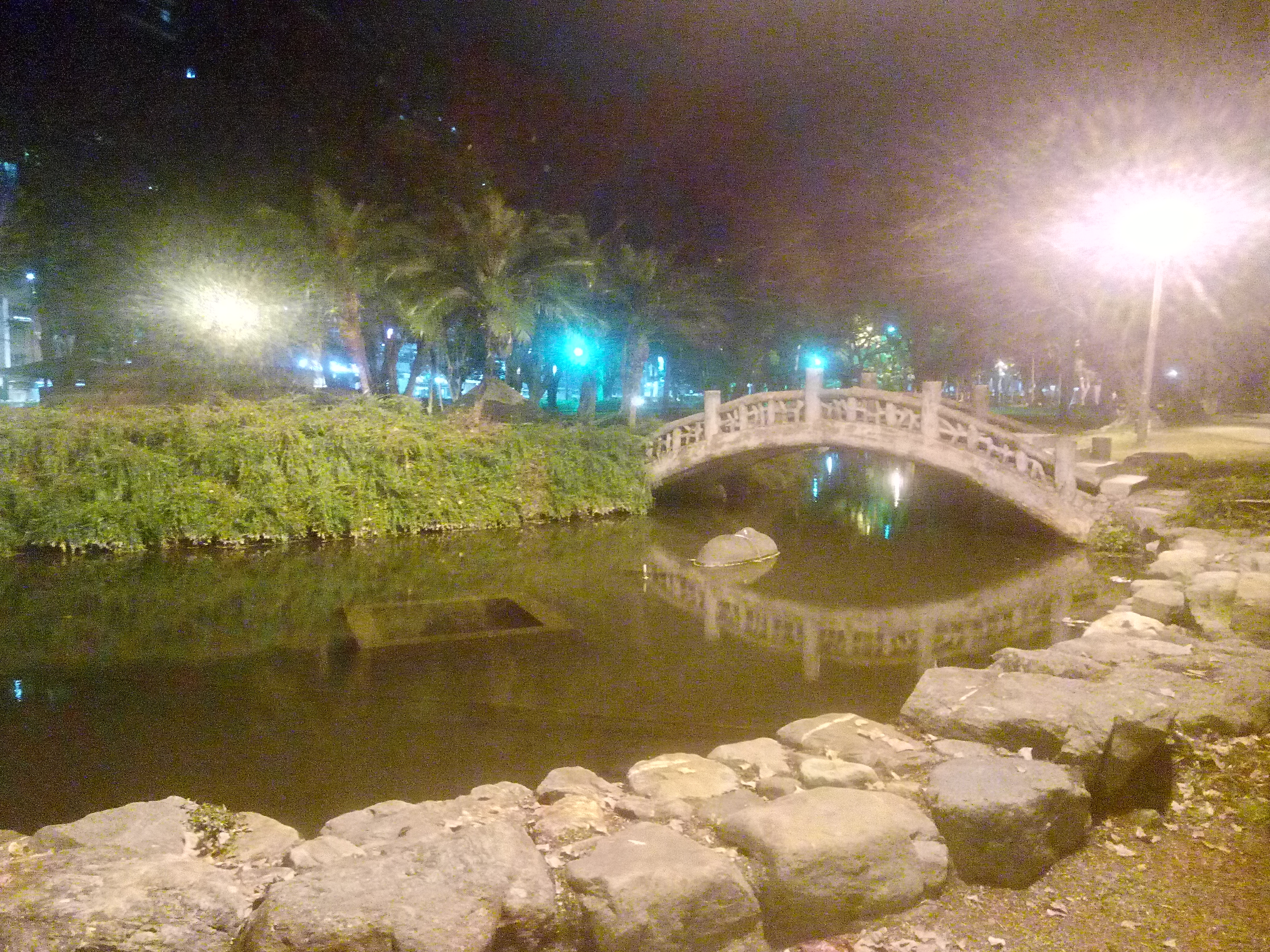
嘉義公園の夜景（小西湖）
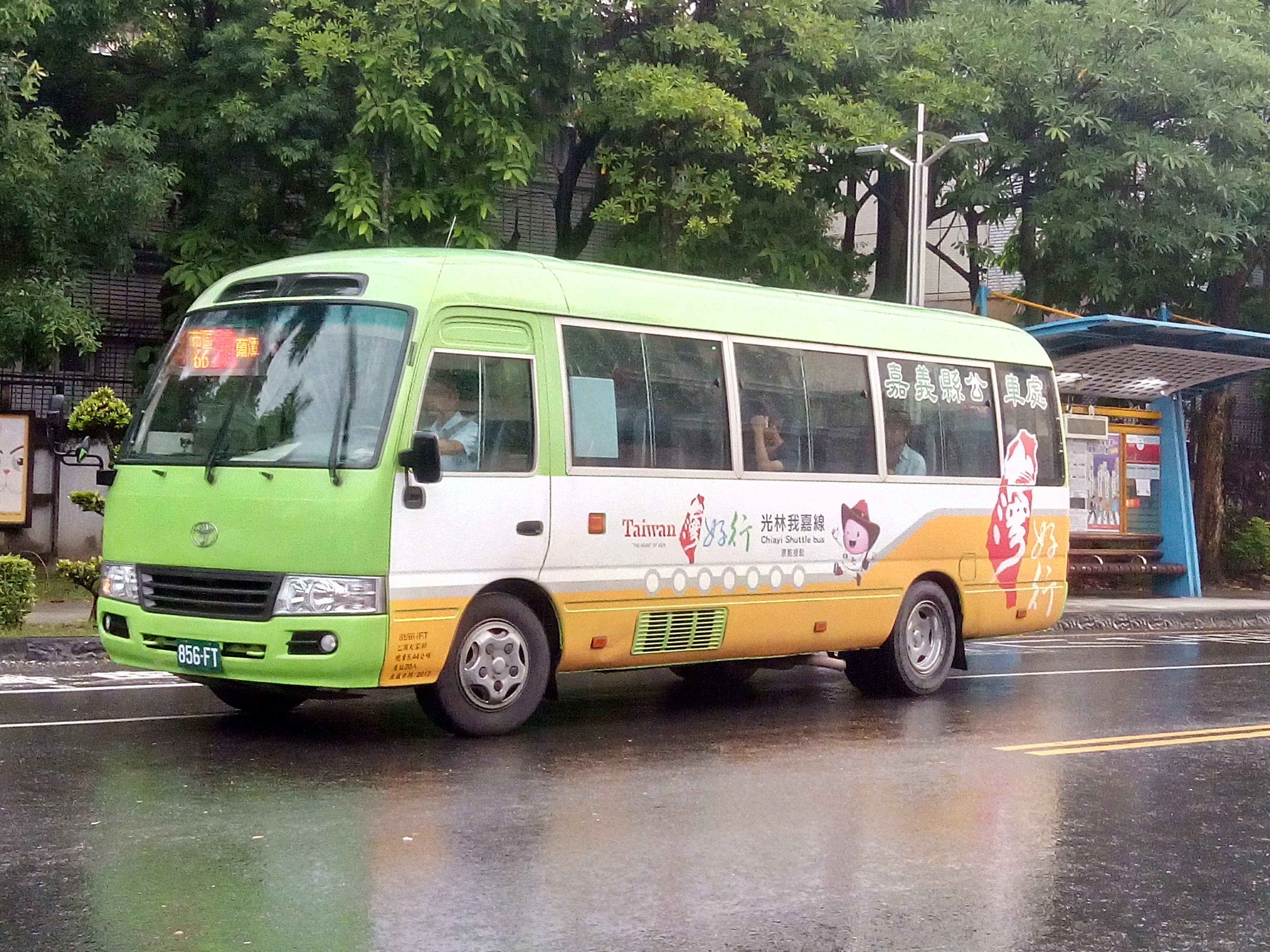
嘉義市バス嘉義公園バス停と市バスの66系統バス
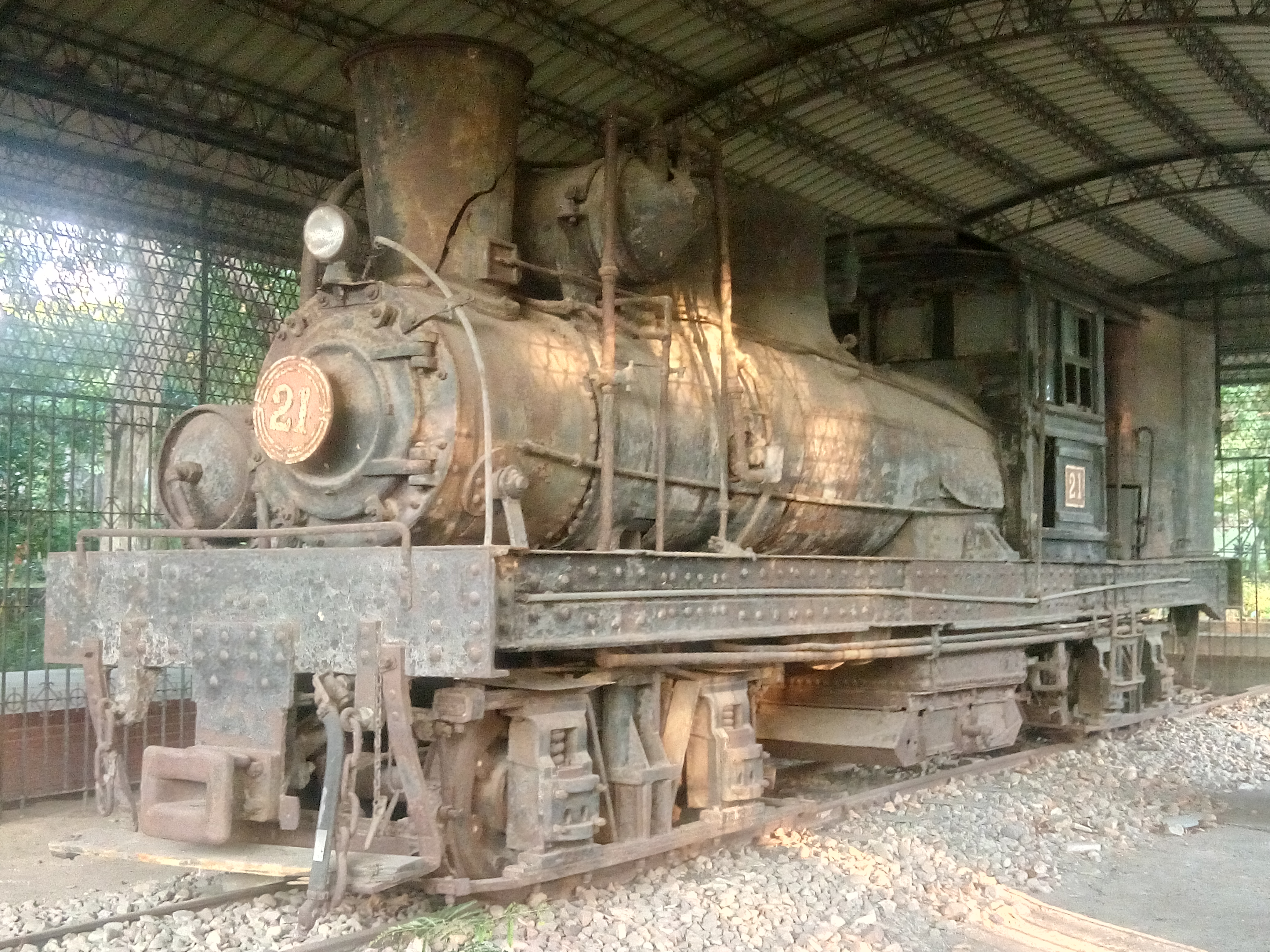
阿里山森林鉄道廃車車両SL-21号シェイ式蒸気機関車
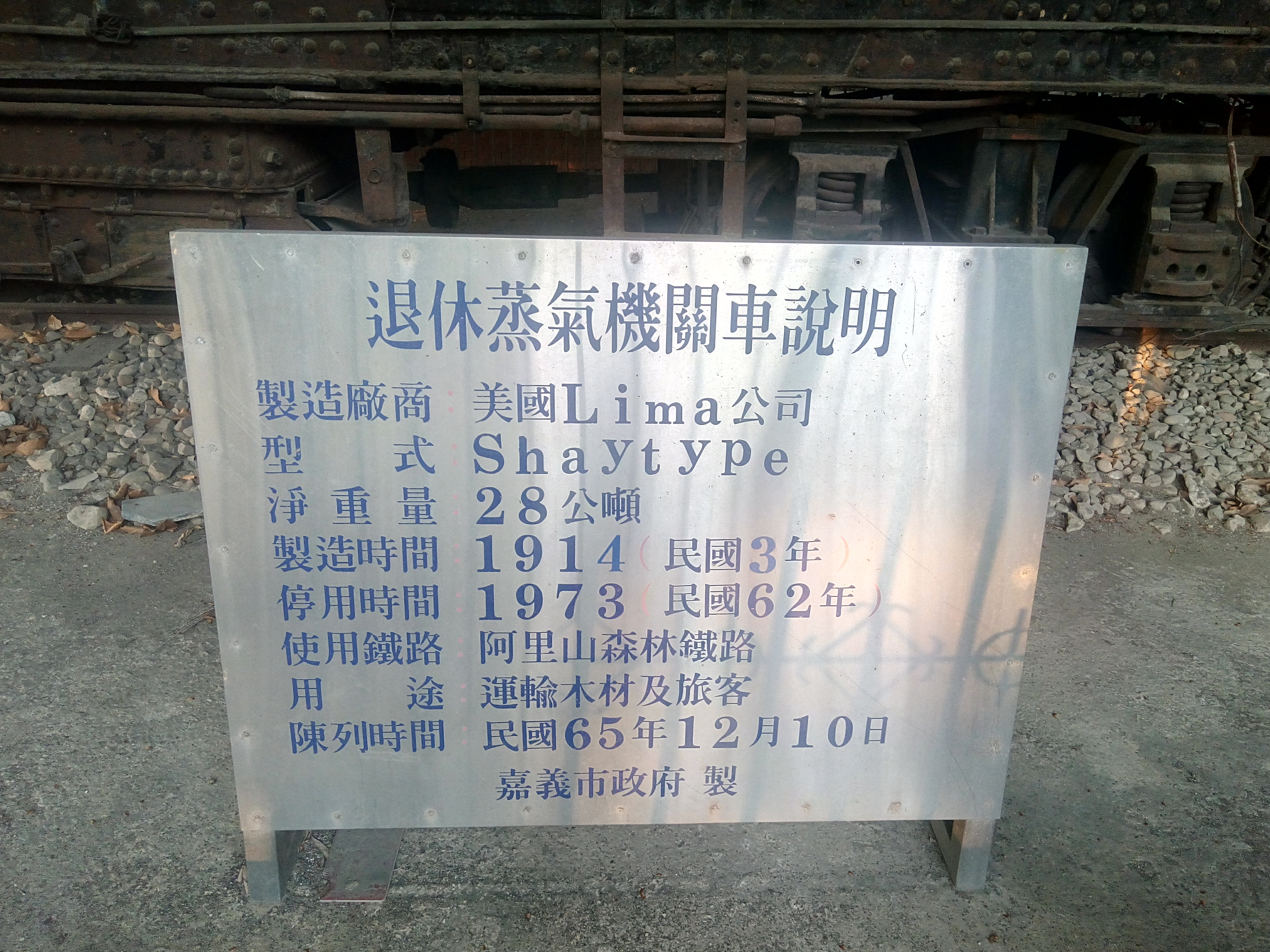
阿里山森林鉄道SL-21号1914年アメリカ製のライマ·シェイ機関車の説明
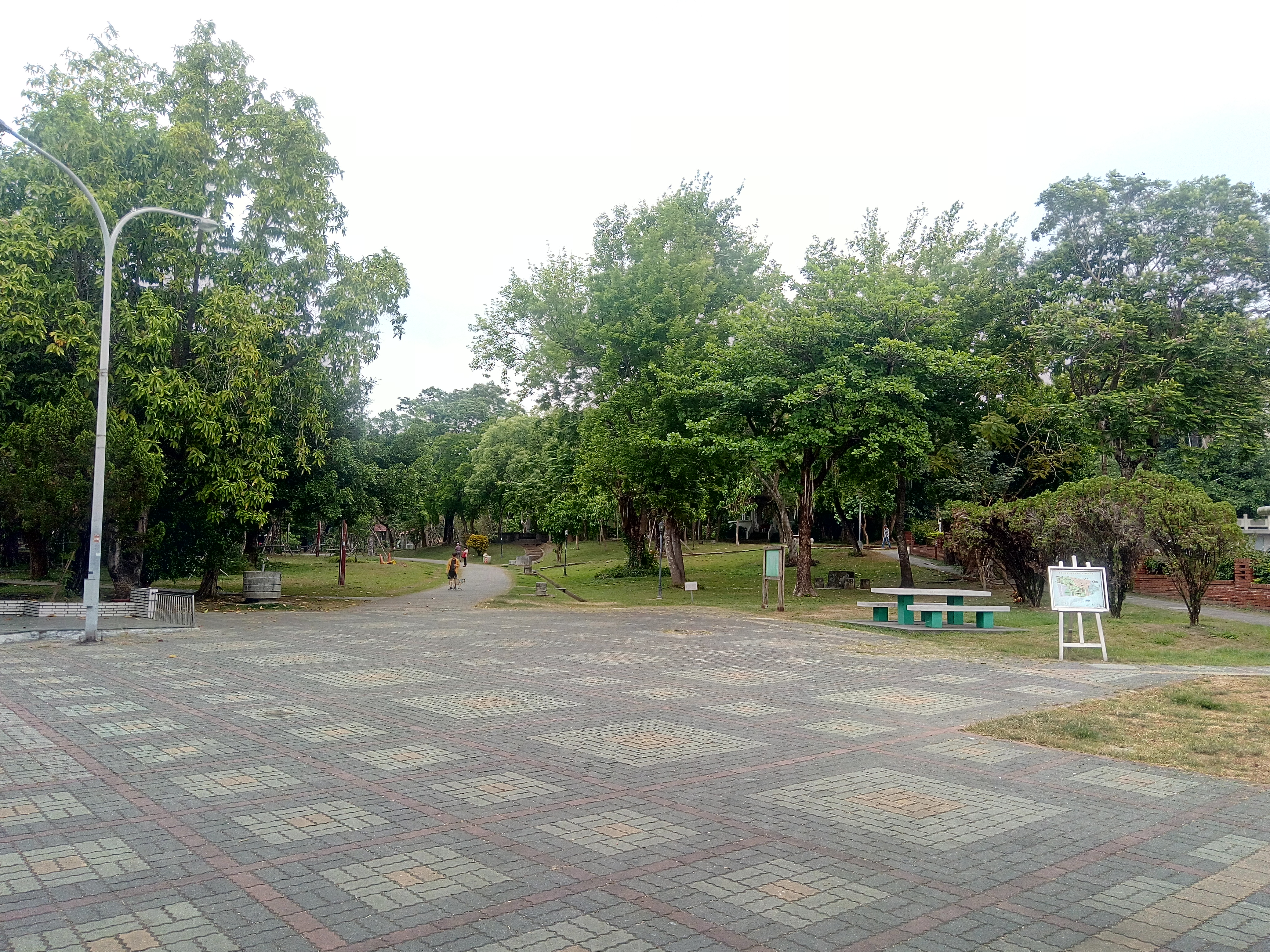
嘉義公園入口内の画像